# Hans-Christian Schink
Hans-Christian Schink (* 1961 in Erfurt) ist ein deutscher Fotograf.

## Leben
Hans-Christian Schink studierte von 1986 bis 1991 Fotografie an der Leipziger Hochschule für Grafik und Buchkunst bei Joachim Jansong. Von 1991 bis 1993 war er in Leipzig Meisterschüler an der Hochschule. In den folgenden Jahren bekam er mehrere Arbeitsstipendien, unter anderem 1997 von der Stiftung Kulturfonds für das Künstlerhaus Schloss Wiepersdorf und 2008 aus dem Else-Heiliger-Fonds der Konrad-Adenauer-Stiftung. 2002 war er „artist in residence“ im Künstlerhaus Villa Aurora, Los Angeles, 2012 Stipendiat der Villa Kamogawa Kyoto sowie 2014 Stipendiat der Deutschen Akademie Villa Massimo Rom. Er erhielt mehrere Preise, so 2004 den Deutschen Fotobuchpreis in der Kategorie Fotobildbände für sein Buch „Verkehrsprojekte“ und 2008 den mit 50.000 Euro dotierten internationalen REAL Photography Award.
Hans-Christian Schink war Mitglied im Deutschen Künstlerbund. Er lebt in Berlin.

## Fotokunst
Hans-Christian Schink arbeitet systematisch an fotografischen Serien bzw. Werkgruppen mit einem breiten Spektrum fotografischer Sujets und inhaltlicher Zugänge. Noch parallel zum Studium in Leipzig erarbeitete er 1993 die fotografische Reihe „Von Leipzig nach Günthersdorf“. Im Stile dokumentarischer Fotografie zeigt er Gebäude und Straßen- wie Landschaftsausschnitte entlang der Merseburger Straße vom Stadtrand Leipzigs bis zu einem Einkaufszentrum außerhalb. Diese Serie erinnert an Ed Ruschas berühmtes Werk „Every building on the Sunset-Strip“ von 1966, setzt allerdings an die Stelle von Vollständigkeit einen konzentrierten fotografischen Blick auf Ausschnitte und Typisches. Gleichzeitig macht die Fotoserie auf die zunehmenden Veränderungen in den (Stadt-)Landschaften im Osten Deutschlands nach der Wiedervereinigung aufmerksam. Die 1997 gemachten Fotografien der Serie „Flämig“ zeigt hingegen eine ostdeutsche Landschaft, in der die Veränderung verzögerter stattfindet, nur wenige einzelne Häuser renoviert worden sind und noch vieles an die DDR-Zeiten erinnert.
Bei Aufenthalten u. a. in der Antarktis, in Japan, Peru, Russland, USA und Vietnam gelangen Hans Christian Schink Reisefotografien im klassischen Sinne, die allerdings nicht die angetroffenen Menschen, sondern Landschaften und Städte zum Gegenstand haben. Die während der Teilnahme an den „Weltfestspielen der Jugend und Studenten“ in Nordkorea aufgenommenen Bilder konzentrieren sich auf Propaganda-Gemälde in U-Bahnhöfen (Serie: Nordkorea, 1989).
Mit seinen Bildern in der Ausstellung und in seinem Buch Verkehrsprojekte Deutsche Einheit. Traffic projects German unity fand Schink internationale Beachtung. Er zeigt in seinen Aufnahmen ostdeutsche Verkehrsprojekte, die im Sinne der „Blühenden Landschaften“ verwirklicht wurden, um diesen Teil Deutschlands in das europäische Verkehrsnetz einzubinden. Dabei wurden gewaltige Einschnitte in die Natur vorgenommen. Die meist menschenlosen Bilder zeigen große, durch Beton und Stahl strukturierte Landschaftsräume. Die riesigen Baustellen sind aus der Fußgängerperspektive aufgenommen und wirken auf manche Betrachter bedrückend. Zu sehen sind zum Beispiel Schienenstränge der neuen ICE-Trassen und monströse Betonstützpfeiler von Brücken. „Schink suchte sich lohnende Motive aus, wartete unter Umständen monatelang auf einen verhangenen, aber nicht trüben Himmel, der pastellige Farben ermöglichte, wartete, bis alle Bauarbeiter aus dem Bild gegangen waren, wartete, bis alle sonst störenden Elemente nicht in Erscheinung traten und fotografierte erst dann mit seiner Großbildkamera atemberaubend abstrakt wirkende, surreale Baustellenstilleben aus Beton, Erde und Begleitgrün. Geduld und kompositorischer Blick des Fotografen machten aus alltäglichen Motiven melancholische Chiffres für den Zustand Deutschlands nach der Wiedervereinigung.“
Parallel zum zu der von 1995 bis 2003 verfolgten Dokumentation „Verkehrsprojekte Deutsche Einheit“ entstand 1999/2000 Schinks Werkgruppe „Autobahn“, Details von Autobahnbauwerken (beispielsweise Lärmschutzwälle). Ebenfalls aus dem Jahre 2000 stammen die Fotografien zu „Rötha“, eine Reihe von Bildern, in denen Schink Einfamilienhaus-Fassaden vorstellt, die auf die häufig anzutreffende Uniformität und Serialität modernen Bauens aufmerksam macht.
Ungewöhnlich ist die Serie „LA:Night“ von 2002/2003. Hier konzentrierte sich Schinks Aufmerksamkeit auf Details von Nachtaufnahmen, die er in Los Angeles machte. Es handelt sich um kleine Ausschnitte, die überproportional vergrößert sind, irreal wirken und von einer Farbigkeit sind, die sich der fotografischen Technik (Tageslichtfilm) verdanken und nicht mit den Seh-Erfahrungen des menschlichen Auges korrespondieren. – Geradezu abstrakt sind wiederum die Fotografien der Werkgruppen Büro (1998) und Wände (1995–2003).
Den „REAL Photography Award“ erhielt Schink für seine Serie „1 h“. Inspiriert von dem Foto Black Sun, das der amerikanische Fotograf Minor White vor einem halben Jahrhundert machte, der dabei die Technik der Solarisation anwandte und die Sonne so extrem überbelichtete, dass sie auf dem Bild schwarz erschien, schuf Schink eine Bilderfolge, bei der er die Belichtung auf eine Stunde ausdehnte. Vor dem Hintergrund von Landschaften aus unterschiedlichen Gegenden der Welt erscheint die einstündige Sonnenbahn als unrealistisch und fremdartig wirkender dunkler Streifen in einem – bedingt durch Jahreszeit und Breitengrad – entsprechend veränderten Neigungswinkel, wobei das Gegenlicht die Unwirklichkeit der Bilder noch verstärkt. Den Künstler interessiert die Beziehung von Bewegungslosigkeit und Veränderung beziehungsweise die Wirkung der auf diese Weise angehaltenen Zeit.
2014 war er Stipendiat in der Villa Massimo in Rom.

## Ausstellungen und Werke

### Einzelausstellungen
- 2024: Unter Wasser, Stadthaus Ulm
- 2022: Freundschaftsanfrage No 1, Von der Heydt-Museum Wuppertal
- 2016: Rom, Galerie Rothamel Erfurt
- 2016: SCENERIE UND NATUROBJEKT. Museen der Stadt Dresden, Technische Sammlungen
- 2016: Rome, Galerie De Zaal, Delft
- 2016: Hans-Christian Schink – 1h. FHV Galerie Dornbirn, Österreich
- 2016: Myanmar. Goethe-Institut Yangon
- 2015: Kanemasu Nigougura Gallery, Shibata, Japan
- 2015: Kulturforum Schorndorf
- 2015: E.U.R., Galerie Rothamel, Frankfurt am Main.
- 2013: Tŏhoku, Galerie Rothamel, Frankfurt am Main.[4]
- 2011: Hans-Christian Schink. Fotografien 1980 bis 2010, Neues Museum, Weimar und Museum Küppersmühle für Moderne Kunst, Duisburg
- 2011: Eine Stunde – Fotografien, Angermuseum, Erfurt und Galerie Rothamel, Frankfurt am Main
- 2011: 1h, Kicken Berlin
- 2008: Galerie Rothamel, Frankfurt am Main
- 2008: Museo de Bellas Artes Doctor Genaro Perez, Córdoba, Argentinien (mit Luis Gonzales Palma)
- 2007: Galerie Arnés y Röpke, Madrid
- 2006: Centrum Beeldende Kunst, Dordrecht (mit Jan Koster)
- 2006: Vietnam, Kicken Berlin
- 2005: Galerie Fotohof, Salzburg
- 2005: Kunsthalle Erfurt
- 2004: Martin-Gropius-Bau, Berlin
- 2004: ACE Gallery, Los Angeles
- 2001: Paul Kopeikin Gallery, Los Angeles
- 2001: Galerie Rothamel, Jena
- 2000/2001: Architektur-Galerie Berlin, Berlin
- 2000: Goethe-Institut New York
- 1998: Haus des Buches, Leipzig
- 1998: Galerie Rothamel, Erfurt
- 1995: Grassimuseum, Leipzig

### Gemeinschaftsausstellungen
- 2016: Longing for Landscape – Landschaftsfotografie im Anthropozän Tieranatomisches Theater
- 2008: Museum Küppersmühle, Duisburg
- 2008: Martin-Gropius-Bau, Berlin
- 2008: Galerie für Zeitgenössische Kunst, Leipzig
- 2007/2008: Centro Cultural Banco do Brasil, Rio de Janeiro
- 2007: Centro Cultural Oi Futuro, Rio de Janeiro
- 2007: SESC Paulista, Sao Paulo
- 2006: Germanisches Nationalmuseum, Nürnberg
- 2005/2006: The National Museum of Modern Art, Tokyo
- 2005: Kunsthalle Baden-Baden
- 2005: Dommuseum Salzburg
- 2004: Internationale Architekturbiennale, Venedig
- 2003/2004: Moscow Museum of Contemporary Art
- 2001: Bauhaus Dessau

### Werke in öffentlichen Sammlungen
Schinks Arbeiten befinden sich unter anderem in der Sammlung zeitgenössischer Kunst der Bundesrepublik Deutschland, Museum of Modern Art Tokyo, im Museum of Fine Arts Houston, im Los Angeles County Museum of Art, im High Museum of Art Atlanta, im Museum Küppersmühle (Duisburg), im Museum der bildenden Künste (Leipzig), im Angermuseum (Erfurt) und im Kupferstichkabinett Dresden sowie im Stadtmuseum Jena.

## Bücher, Bildbände, Kataloge
- Industriearchitektur in Chemnitz 1890–1930. Text Tilo Richter. Thom, Leipzig 1995, ISBN 3-930383-10-1.
- Industriearchitektur in Dresden. Text Tilo Richter. Kiepenheuer, Leipzig 1997, ISBN 3-378-01019-3.
- Industriearchitektur in Leipzig. Text Peter Guth. Kiepenheuer, Leipzig 1998, ISBN 3-378-01022-3.
- Architektur, Landschaft, Fotografie. Hrsg. Ulrich Müller. Gebr. Mann, Berlin 2000, ISBN 3-7861-2430-2.
- Henry van de Veldes Villa Esche in Chemnitz. Ein Gesamtkunstwerk zwischen Jugendstil und Sachlichkeit. Texte von Katharina Metz und Klaus-Jürgen Sembach. Birkhäuser, Basel, Boston, Berlin 2003, ISBN 3-7643-6991-4.
- Hans-Christian Schink. LA. Galerie Fotohof, Salzburg 2004, ISBN 3-901756-41-8.
- Hans-Christian Schink – Verkehrsprojekte Deutsche Einheit. Traffic projects German unity. Hatje Cantz, Ostfildern-Ruit 2004, ISBN 3-7757-1425-1.
- Hans Christian Schink: 1h. Hatje Cantz, Ostfildern 2010, ISBN 978-3-7757-2661-0.
- Hans-Christian Schink. Fotografien 1980–2010. Hatje Cantz, Ostfildern 2011, ISBN 978-3-7757-2826-3.
- Hans-Christian Schink. Tōhoku. Hatje Cantz, Ostfildern 2013, ISBN 978-3-7757-3548-3.
- Hans-Christian Schink. Fotografien aus Rom. Kehrer, Heidelberg 2015, ISBN 978-3-86828-665-6.
- Hans-Christian Schink. Hinterland. Hartmann Books, Stuttgart 2021, ISBN 978-3-96070-044-9.
- Hans-Christian Schink. Unter Wasser. Hartmann Books, Stuttgart 2024, ISBN 978-3-96070-081-4.